# Camille Chamoux
Pour les articles homonymes, voir Chamoux (homonymie).
Ne doit pas être confondu avec Camille Chamoun.
Camille Chamoux est une actrice, scénariste et metteuse en scène française, née le 22 septembre 1977 à Paris.
Elle est connue notamment pour avoir incarné Chataléré dans les émissions de téléréalité parodiques La Flamme et Le Flambeau : Les Aventuriers de Chupacabra.

## Biographie

### Jeunesse et débuts médiatiques
Petite-fille de François Chamoux, Camille grandit à Paris. Après son baccalauréat, elle effectue une hypokhâgne et une khâgne, échoue au concours de l'ENS, s'inscrit à l'université, puis suit, à partir de 1996, une formation au conservatoire du 7e arrondissement et, plus tard, à l'atelier du théâtre du Rond-Point.
Ensuite elle joue dans Love and Fish, Britannicus, L'École des femmes et La Question d'argent au théâtre, ; en 2006, Camille attaque est son premier one-woman-show ; elle a également fait partie de L'Édition spéciale sur Canal+ de 2007 à 2008 et de l'équipe de Faites entrer l'invité, l'émission de Michel Drucker sur Europe 1, entre mars 2012 et juin 2013.
En 2010, elle interprète le personnage parodique de la chanteuse Cynthia Prion dans la chanson Cœur Éolienne. Ce personnage était destiné à être l'héroïne d'un film, dont le financement participatif n'a pas été bouclé.
Elle joue le rôle de la voisine dans la fiction de TF1 Clem et prête sa voix à des personnages des saisons 2 et 3 de la série animée Silex and the city sur Arte.

### Percée sur les planches et au cinéma

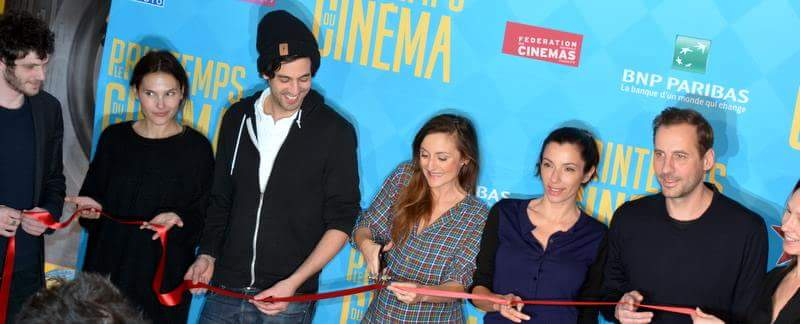
Camille Chamoux au Printemps du cinéma 2015, entre Félix Moati, Virginie Ledoyen, Max Boublil, Aure Atika, Fred Testot et Emmanuelle Bercot.

Elle participe comme coscénariste et comédienne du film Les Gazelles, sorti le 26 mars 2014. Le film attire 200 000 spectateurs la première semaine. La même année, elle joue au théâtre son deuxième one-woman-show, Née sous Giscard, au Théâtre du Petit-Saint-Martin à Paris,. Afin de promouvoir son spectacle, des affiches promotionnelles sont placardées dans Paris, semblables à celles des candidats aux élections municipales. Le texte paraît en septembre de la même année chez Les Solitaires intempestifs.
Le succès des Gazelles la lance au cinéma. Elle enchaîne ensuite avec des projets peu exposés : en 2016, elle est à l'affiche de  L'Invitation, première réalisation de l'acteur Michaël Cohen et la satire à petit budget Rupture pour tous, de laquelle elle est également scénariste.
En 2017 elle évolue dans des projets plus médiatisés : d'abord une autre comédie de bande, Faut pas lui dire, de Solange Cicurel, dont la vedette est la chanteuse de variétés Jenifer ; puis la comédie de mœurs Mes trésors, avec Jean Reno et Reem Kherici. Enfin, elle fait partie de la distribution du thriller D'après une histoire vraie, réalisé par Roman Polanski. Certains de ces films sont considérés comme des échecs,,.
Larguées d’Éloïse Lang, en 2017, et La Flamme de Jonathan Cohen, en 2020, achèvent de la propulser comme actrice de comédie.[réf. nécessaire]
En 2019, elle écrit Premières Vacances avec son compagnon Patrick Cassir, qui réalise le film.
En 2021, elle tourne Le Processus de paix d’Ilan Klipper, Juste Ciel de Laurent Tirard et Pétaouchnok d’Édouard Deluc.
Elle est membre de l'académie Alphonse-Allais.

### Vie privée
Elle est en couple avec Patrick Cassir et ils ont 2 enfants Constantin, né en mai 2015, et Apollonia, née en octobre 2018.

### Engagements
Le 19 décembre 2018, plus de 70 célébrités se mobilisent à l'appel de l'association Urgence Homophobie. Chamoux est l'une d'elles et apparaît dans le clip de la chanson De l'amour[source secondaire souhaitée].

## Filmographie
Sauf indication contraire, les informations mentionnées dans cette section peuvent être confirmées par la base de données cinématographiques IMDb,  présente dans la section « Liens externes ».

### Actrice

#### Cinéma
- 2011 : Et soudain, tout le monde me manque : Camille
- 2011 : Bye Bye Blondie : Tonina
- 2011 : Les Tribulations d'une caissière : la mère jeune
- 2014 : Supercondriaque : la secrétaire du docteur Zvenka
- 2014 : Les Gazelles : Marie
- 2016 : Maman a tort de Marc Fitoussi : Mathilde
- 2016 : L'Invitation de Michaël Cohen : Hélène
- 2016 : Rupture pour tous : Clarisse
- 2017 : Faut pas lui dire de Solange Cicurel : Eve Brunel
- 2017 : Mes trésors de Pascal Bourdiaux : Carole
- 2017 : D'après une histoire vraie de Roman Polanski : Oriane
- 2018 : Larguées d'Éloïse Lang : Alice
- 2018 : Le Ciel étoilé au-dessus de ma tête d'Ilan Klipper : Sophie
- 2019 : Premières Vacances de Patrick Cassir : Marion
- 2020 : Sol de Jézabel Marques : Eva
- 2022 : Pétaouchnok d'Édouard Deluc : Agnès
- 2022 : Juste ciel ! de Laurent Tirard : sœur Augustine
- 2023 : Le Processus de paix d'Ilan Klipper : Marie
- 2024 : Numéro 10 de David Diane : Sarah

#### Télévision
- 2008 : La Grosse Émission édition anniversaire 10 ans[19]
- 2010-2013 : Clem : Valérie, la voisine des Boissier (série télévisée)
- 2011 : La Grève des femmes : Sonia
- 2011 : Merci Patron : Sylvie
- 2014 : WorkinGirls : la psychologue (série télévisée)
- 2014 : France Kbek : la fausse Céline (série télévisée)
- 2017 : Gap Year : Geneviève (série télévisée)
- 2017 : J'ai deux amours de Clément Michel : Anna
- 2018 : Le Jour où j'ai brûlé mon cœur de Christophe Lamotte : Sabine Destin
- 2020 : La Flamme : Chataléré
- 2022 : Le Flambeau : Les Aventuriers de Chupacabra : Chataléré
- 2022 : Les Randonneuses de Frédéric Berthe : Patty (mini-série)
- 2023 : Tapie de Tristan Séguéla : Nicole
- 2024 : Terminal : Bienvenue à l'aéroport de Jamel Debbouze : Armelle (série télévisée)

- 2025 : Ghosts : Fantômes en héritage d'Arthur Sanigou : Alison Cardinet (mini-série)
- 2025 : LOL : qui rit, sort ! de Philippe Lacheau : participante saison 5 (émission, Prime Vidéo)
- 2025 : Lucky Luke de Benjamin Rocher : Calamity Jane

### Scénariste
- 2014 : Les Gazelles
- 2015-2020 : Dix pour cent (série télévisée)
- 2016 : Rupture pour tous
- 2019 : Premières Vacances de Patrick Cassir

## Radio
- 2012-2013 : Faites entrer l'invité sur Europe 1[6]
- 2023 : La Guerre de Deux et Demi de Klaire fait Grr sur France culture

## Théâtre

### Comédienne
- 2000 : Cochon Neige, mise en scène Adrien de Van, Théâtre du Jardin
- 2000 : Croisades (prix meilleure comédienne), festival Onze bouge
- 2000 : La Grève des fées, mise en scène Christian Oster, Espace Kiron, Jardin d'acclimatation et tournée nationale
- 2000 : La Question d'argent, mise en scène Régis Santon, Théâtre Silvia Monfort
- 2000 : Red Devils, mise en scène Michael Batz, Grand Parquet, Théâtre des Carmes à Avignon, Théâtre 95 à Cergy
- 2001 : La Princesse enrhumée, mise en scène Pauline Bureau, Théâtre du Jardin d'acclimatation d'Avignon
- 2002 : L'École des femmes de Molière, mise en scène Régis Santon, Théâtre Silvia Monfort[4]
- 2002 : Mon voisin est mort, mise en scène Création collective, Théâtre du Chaudron
- 2004 : Love and Fish, mise en scène Régis Santon, Théâtre Silvia Monfort
- 2005 : 5 Minutes avant l'aube, mise en scène Pauline Bureau, jardin du Palais des papes d'Avignon
- 2005 : Britannicus, mise en scène Régis Santon, Théâtre Silvia Monfort[4]
- 2007 : La Petite Catherine, mise en scène Florian Stibon, Théâtre du Jardin et CDN de Montpellier[4]
- 2012 : Binôme, mise en scène Thibault Rossigneux, Théâtre du Rond-Point[2], festival IN Avignon et Théâtre du Nord
- 2012 : Les Bonobos, mise en scène Laurent Baffie, Théâtre du Palais-Royal
- 2012 : Née sous Giscard, mise en scène d'elle-même, Théâtre de la Porte-Saint-Martin, Paris
- 2017 : L'Esprit de contradiction, mise en scène Camille Cottin, Théâtre de la Porte-Saint-Martin, Paris
- 2018 : Justice de Samantha Markowic, mise en scène Salomé Lelouch, Théâtre de l'Œuvre, Paris
- 2019 : Retours de Fredrik Brattberg, mise en scène Frédéric Bélier-Garcia, Théâtre du Rond-Point
- 2019 : L’Affaire de la Rue de Lourcine & Les guêpes de l’été nous piquent encore en novembre d'Ivan Vyrypaïev et Eugène Labiche, mise en scène Frédéric Bélier-Garcia, le Quai CDN - Angers
- 2020 : Le Temps de vivre, mise en scène Vincent Dedienne, Théâtre de la Porte-Saint-Martin, Paris

### Mise en scène
- 2001 : Fragments d'une lettre d'adieu lus par des géologues, Petit Odéon et Lavoir Moderne Parisien[4]
- 2004 : La Quatrième Sœur, Théâtre Silvia Monfort et en tournée (France et Pologne)
- 2006 : La Douleur de la cartographe, Lavoir Moderne Parisien et Théâtre du Chaudron[4]
- 2012 : Née sous Giscard, Théâtre de la Porte-Saint-Martin, Paris[3]

## Spectacles
- 2005 : Family Boutique (Le lifting de Mme Benichou), mise en scène Bénédicte Budan, festival d'Avignon off et Le Printemps du Rire à Toulouse (également auteur)
- De 2006 à 2011 : Camille attaque, mise en scène Pauline Bureau, Théâtre des Blancs-Manteaux, Théâtre du Point-Virgule, L'Européen, Le Splendid, Bobino[4]
- 2013 : Née sous Giscard.
- 2017 : L'Esprit de contradiction, mise en scène Camille Cottin, Théâtre de la Porte-Saint-Martin, Paris
- 2020 : Le Temps de vivre, co-écriture Camille Cottin, mise en scène Vincent Dedienne, Théâtre de la Porte-Saint-Martin, Paris
- 2025 : Ça va, Ça va écriture, interprétation et mise en scène : Camille Chamoux, Co-mise en scène : Cédric Moreau, Musique : Gabriel Mimouni, Scénographie et lumières : Nicolas Marie

## Distinction
- Molières 2022 : Nomination pour le Molière de l'humour pour Le Temps de vivre